# Agnieszka Frankowska
Agnieszka Frankowska (ur. 9 marca 1983) – polska lekkoatletka, płotkarka.

## Kariera
Zawodniczka Wawelu Kraków. Największy sukces odniosła w 2002 kiedy to została srebrną medalistką Mistrzostw Świata Juniorów w Lekkoatletyce rozegranych w stolicy Jamajki – Kingston.

## Rekordy życiowe
- bieg na 100 m przez płotki – 13,24 (2002) / 13,16 (2002 – wiatr niedopuszczalny +3.4)